# Catatrama
Catatrama — рід грибів родини Amanitaceae. Назва вперше опублікована 1991 року.

## Класифікація
До роду Catatrama відносять 1 вид:
- Catatrama costaricensis